# Penicillium expansum

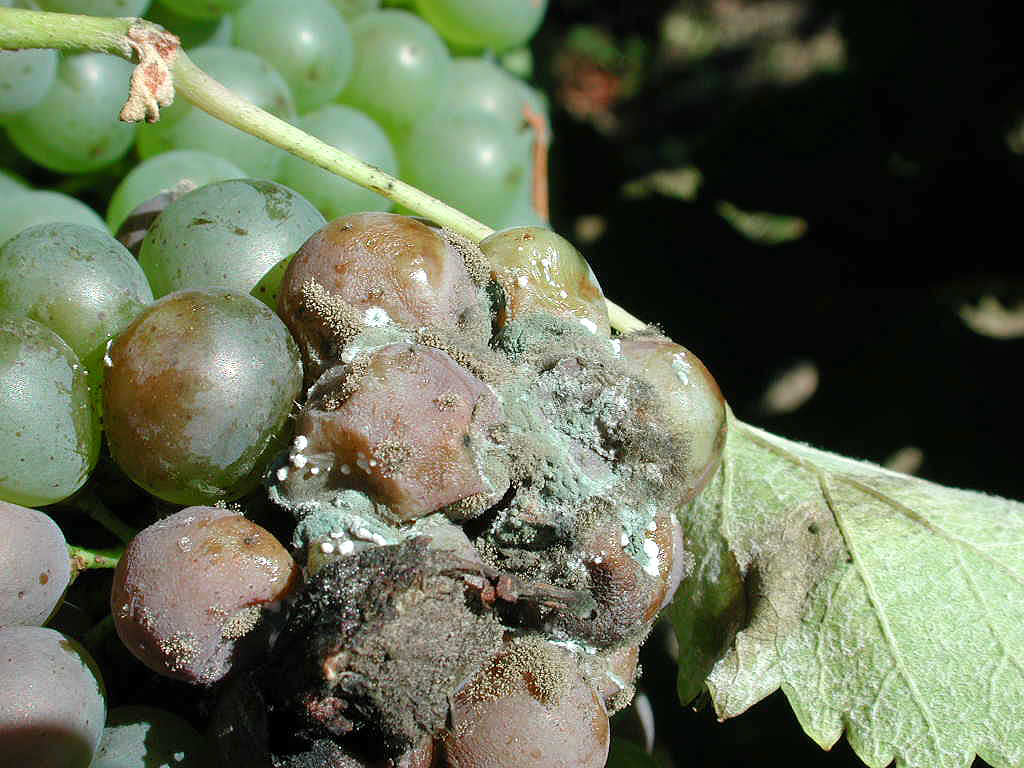
Penicillium expansum – Befall auf einer Weintraube.

Penicillium expansum ist ein Schimmelpilz, der häufig Pilzerkrankungen an Früchten wie Äpfeln und Weinreben auslöst.

## Merkmale

### Merkmale auf Kulturmedien
Auf Czapek-Agar, einem speziellen Nährmedium wächst der Pilz sehr schnell und bildet flockige, büschelige bis stiftförmige (synnematale) Kolonien. Die Rückseite erscheint kremfarben bis gelb mit einer braunen Mitte, kann aber auch orange- bis dunkelbraun sein. Auf Hefeextrakt-Agar sind sie auf der Rückseite cremegelb bis orange. Die Konidienmasse ist mattgrün. Es wird ein lösliches braunes Pigment gebildet. Sie wachsen nicht bei 37 °C.
Die Kolonien reagieren auf das Ehrlich-Reagenz stark violett.

### Mikroskopische Merkmale
Die Konidienträger sind glattwandig und 200–500 µm lang und dreiwirtelig verzweigt. Die zylindrischen Metulae, also der Hyphenast, aus denen die konidienbildenden Zellen entstehen, sind 12–18 µm lang. Die ebenfalls zylindrischen Phialiden sind eng zusammen, flaschenförmig mit kurzem schmalen Hals und 8–11 µm lang. Die Konidien sind elliptisch, glatt und messen 3–3,5 × 2,5–3 µm.

## Schadbild
Infizierte Früchte sind mit einem grünlichen oder kaffeebraunen Schimmelbelag bedeckt. Besonders oft kommt Penicillium expansum bei Weintrauben vor. Für den daraus hergestellten Wein treten grobe Geschmacksfehler auf, wie zum Beispiel Schimmel-, Bitter- oder Mufftöne.
Beim Apfel ruft er während der Lagerung die sogenannte Grünfäule hervor und erzeugt das Toxin Patulin.

## Ökologie und Verbreitung
Die Infektion erfolgt über luftverbreitete Sporen. Die Schimmelpilze ernähren sich von abgestorbenem organischem Material. Wichtig für die Verbreitung der Infektion sind die Feuchtigkeit und der Zucker auf der Oberfläche der Frucht. Insbesondere in Obstplantagen und Weinbergen kann Penicillium expansum zu großen Ernteausfällen führen, da er mit Hilfe von Insekten schnell weite Teile der Plantagen befallen kann. Als Sekundärfäuleerreger infiziert er vor allem Beeren, welche bereits von der Grauschimmelfäule (Botrytis cinerea) befallen sind. Auch durch Wespenfraß und Hagelschlag oder anderen mechanischen Schäden ist eine Infektion möglich. Durch Risse und Verletzungen der Früchte dringt der Pilz in die Zellen ein.
Er kommt vor allem auf Kernobst wie Apfel, Birne vor, aber auch auf Kirschen, Pflaumen und anderen Steinfrüchten, ferner auf Tomaten, Papaya, Albizia gummifera, Quitte, Yams, Walnuss und vielen weiteren Früchten und Pflanzen. Er ist nahezu weltweit verbreitet, so in Europa, Afrika, Nord- und Südamerika, Australien, Japan und Israel.

## Bekämpfung
In der Regel ist das aktive Bekämpfen der Pilze im Freiland nicht möglich. Die infizierte Früchte sollten umgehend entfernt werden, damit sie nicht als Quelle für weitere Infektionen dienen können.
Alle Maßnahmen, die Fäulnis und Verletzungen an Trauben verhindern, sind nützlich. Als wichtigste vorbeugende Maßnahme gilt die Vermeidung von Wunden.

## Pathogenität beim Menschen
Für den Menschen wurde der Pilz als nicht pathogen eingestuft (Risikogruppe 1). In wenigen Fällen löste er aber Keratitis aus. Gefährlich ist aber das von ihm produzierte Toxin Patulin.